# Embalse de Gali
El embalse de Gali (en georgiano: გალის წყალსაცავი) se alimenta principalmente del río Eristskali y del río Inguri, que desemboca en el embalse a través del túnel de derivación de presión de Engurihesi, en las cercanías de Rechji y la ciudad de Gali. La infraestructura está bajo control de la parcialmente reconocida República de Abjasia, dentro del distrito de Gali, aunque de iure es parte del municipio de Gali de la República Autónoma de Abjasia de Georgia.
El embalse fue construido en 1969. El área de la cuenca hidrográfica es de 166 mil. km², área de espejo 8,2 km², volumen total de agua 145 millones de m³, volumen útil 110 millones. m³, profundidad media 17,7 m, profundidad máxima 42,3 m. El fondo del embalse de Gali está cubierto por una gruesa capa de aluvión. Las orillas son empinadas en la parte superior y empinadas en la parte inferior. Se observan procesos de deslizamientos de tierra. La costa está rodeada de matorrales y bosque secundario. El embalse de Gali, junto con el embalse de Jvari forman una cascada cuyo objetivo principal es la regulación a largo plazo de la escorrentía del río Inguri y la regulación diaria de la escorrentía del río Eristskali con fines energéticos.